# György Mailáth
György Mailáth, född 8 december 1818 i Bratislava, död 29 mars 1883 i Budapest (mördad), var en ungersk politiker. Han var son till János Mailáth.
Mailáth var deputerad i ungerska riksdagen 1839 och 1843, även ispán (ungefär landshövding) i komitatet Baranya 1847, 1861 ledamot, såsom representant för konservativa åsikter, av det förstärkta riksrådet. År 1865 blev Mailáth ungersk hovkansler, senare judex curiæ och magnattaffelns (överhusets) president. Han rånmördades i sitt palats i Budapest.